# Бертуччелли, Жан-Луи
Жан-Луи Бертуччелли (фр. Jean-Louis Bertuccelli; 3 июня 1942, XVI округ Парижа — 5 марта 2014, XIV округ Парижа) — французский кинорежиссёр и сценарист. Отец Жюли Бертуччелли.

## Биография
Окончил Национальную высшую школу имени Луи Люмьера по специальности звукорежиссёр. В 1964 году пришёл работать на телевидение, занимался созданием информационных программ. В то же время снимал короткометражные фильмы. Его дебют в большом кино — драма 1970 года «Валы глины», рассказывающая о жизни женщины в деревушке на краю Сахары. Картина выдвигалась от Франции на премию «Оскар» в категории «лучший фильм на иностранном языке», но не попала в число номинантов.

## Фильмография
- 1970 — Валы глины[фр.] — Remparts d’argile
- 1972 — Полина 1880 — Paulina 1880
- 1974 — Мы ошиблись в истории любви — On s’est trompé d’histoire d’amour
- 1976 — Доктор Франсуаза Гайян — Docteur Françoise Gailland
- 1977 — Обвинитель — L’imprécateur
- 1987 — Потерянное письмо — La lettre perdue
- 1991 — День, чтобы помнить — Aujourd’hui peut-être…
- 1994 — Подпольщик — Le clandestin